# Małgorzata Pieczyńska
Małgorzata Pieczyńska (Warschau, 4 mei 1960) is een Pools-Zweedse actrice.

## Biografie
Als kind was Pieczyńska bevriend met een dochter van actrice Danuta Nagórna. Op de basisschool zette ze een eigen toneelclub op en op latere leeftijd studeerde ze aan de theaterschool in Warschau. In 1986 ontving de Poolse een Zbigniew Cybulski Award, een prijs voor aanstormend talent. 
De actrice werd geboren als Małgorzata Maciejewska, maar behield nadat ze scheidde van acteur Andrzej Pieczyński zijn achternaam. Daarna trouwde ze met de Pools-Zweedse zakenman Gabriel Wróblewski, met wie ze eind jaren tachtig vertrok naar Zweden. Sindsdien speels ze in zowel Zweeds- als Poolstalige producties.

## Filmografie (selectie)
| Jaar        | Titel                              | Rol                    | Type productie | Opmerkingen      |
| ----------- | ---------------------------------- | ---------------------- | -------------- | ---------------- |
| 1983        | Fachowiec                          | Helena Walicka         | Film           |                  |
| 1985        | Nadzór                             | Zigeunerin             | Film           |                  |
| 1986        | Jezioro Bodeńskie                  | Suzanne                | Film           |                  |
| 1996        | Panna Nikt                         | Moeder van Kasia       | Film           |                  |
| 2004        | Ørnen: En krimi-odyssé (The Eagle) | Sonata Petraityte      | Televisieserie | 1 aflevering     |
| 2013 - 2024 | M jak milosc                       | Aleksandra Chodakowska | Televisieserie | 160 afleveringen |
| 2014 - 2015 | Blå ögon (Blue Eyes)               | Janina Hansson         | Televisieserie | 9 afleveringen   |
| 2015        | Arne Dahl: En midsommarnattsdröm   | Maria Dobrowolska      | Televisieserie | 2 afleveringen   |
| 2015        | Johan Falk                         | Russische vrouw        | Filmserie      | 5 films          |
| 2017 - 2019 | Innan vi dör (Before We Die)       | Dubravka Mimica        | Televisieserie | 17 afleveringen  |
| 2019        | Heder (Honour)                     | Madame Irma            | Televisieserie | 8 afleveringen   |
| 2020 - 2022 | Bäckström                          | Nadja Högberg          | Televisieserie | 10 afleveringen  |